# Amstetten Thunder
Die Amstetten Thunder sind ein österreichischer American-Football-Club aus der niederösterreichischen Bezirkshauptstadt Amstetten. Sie spielen derzeit in der Austrian Football Division One.

## Geschichte
Das Team wurde 1990 als Amstetten Thunderbolts gegründet. Die Vereinsfarben sind Blau und Weiß. Heimstätte der Mannschaft ist das Umdasch-Stadion in Amstetten, vom Verein selbst auch als Umdasch Dome bezeichnet. 1991 folgt der Einstieg in den AFBÖ. In den folgenden zwei Saisonen gehen sämtliche Spiele verloren. In den darauffolgenden Jahren geht die Mannschaft sehr erfolgreiche Spielgemeinschaften mit den St. Pölten Invaders und den Salzburg Bulls ein. In dieser Zeit gelingen mehrere Meister- und Vizemeistertitel der Jugendmannschaften. 1997 konnte die Mannschaft eigenständig das Finale der Austrian Football Division One erreichen, musste sich dort aber den Salzburg Bulls geschlagen geben.
2001 gelang wiederum der Einzug in den Silver Bowl IV, dort waren aber die Feldkirchen Falcons zu stark. In den beiden folgenden Jahren war jeweils im Playoff der Division 1 Schluss. Trotzdem wurden die Silver Bowls in diesen Jahren in Amstetten ausgetragen, was in einem großen Zuschauerzuspruch resultierte. Ab der Saison 2005 spielen die Thunderbolts in der Austrian Football Division Two. Der Vereinsname wird 2006 in Amstetten Thunder geändert. In den folgenden Jahren bleibt der Erfolg aus. 2009 und 2010 kann sich das Team für die Challenge Bowl qualifizieren und diese im zweiten Anlauf auch souverän mit 61:0 gewinnen. Somit gelingt im vierten Finale endlich der erste Titelgewinn.
In den kommenden Jahren werden neue Trainer aus den USA und Kanada engagiert die die Mannschaft meist bis ins Playoff bringen. Erst 2015 gelingt unter Trainer Gerry Woodruff wieder der Einzug in die Iron Bowl. Dort muss man sich zwar den Budapest Wolves geschlagen geben, die Finalteilnahme ist aber gleichbedeutend mit dem Aufstieg in die Austrian Football Division One. Bereits im nächsten Jahr schafft die Mannschaft als Aufsteiger den Sprung ins Playoff. 2017 können die Thunder sogar alle 8 Spiele des Grunddurchgangs gewinnen, verlieren aber dann unglücklich im Playoff. In der vierten Saison unter Woodruff gewinnt das Team 7 von 8 Spielen im Grunddurchgang und kann auch das Playoff für sich entscheiden. Im Silverbowl XXI gewinnen die Thunder mit 17:13 gegen die Vienna Knights und steigen so in die Austrian Football League, die höchste Spielklasse, auf.
Die AFL-Saison endete leider mit 10 verlorenen Spielen und damit dem letzten Tabellenplatz. Dennoch war es für die Amstetten Thunder eine sehr lehrreiche Saison. Gekämpft wurde immer bis zum bitteren Ende und die Motivation im Team konnte bis zum Schluss aufrechterhalten werden. Zusätzlich wurde ein zweites Team ins Leben gerufen um Neueinsteigern den Einstieg in den Sport zu erleichtern.